# Donji Milanovac

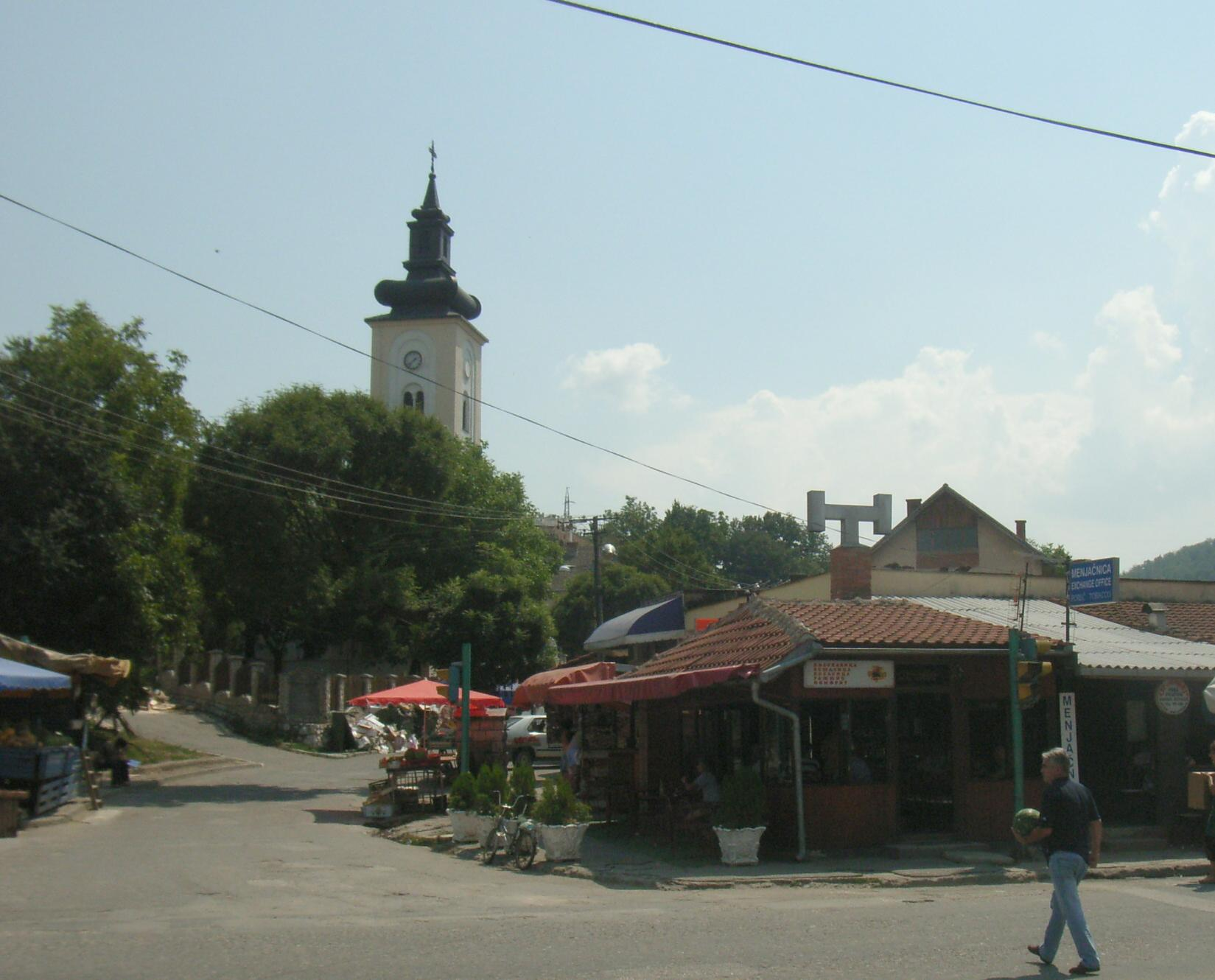
Blick auf Donji Milanovac

Donji Milanovac (serbisch-kyrillisch Доњи Милановац) ist eine Kleinstadt in der Gemeinde Majdanpek im Bezirk Bor im Osten Serbiens. Sie befindet sich am rechten Ufer der Donau, nahe dem Eisernen Tor. Etwa zehn Kilometer nördlich des heutigen Donji Milanovac befindet sich die etwa 9.000 Jahre alte archäologische Fundstätte Lepenski Vir.

## Geschichte
Die erste Erwähnung als Poreč stammt aus dem 15. Jahrhundert. Zu dieser Zeit lag der Ort auf der gleichnamigen Donauinsel. Wegen häufiger Überschwemmungen wurde der Ort im Jahr 1830 an das rechte Donauufer umgesiedelt. Dabei erhielt er den Namen Milanovac nach dem ältesten Sohn des serbischen Fürsten Miloš Obrenović, der seinerseits 1839 als Milan Obrenović II. Fürst von Serbien wurde. 1856 erhielt sie den Namen Donji Milanovac, da im gleichen Jahr Gornji Milanovac in Zentralserbien gegründet wurde.
Mit dem Bau des Staudamms und Wasserkraftwerkes Đerdap I 1970 wurde die Stadt erneut auf einen höher gelegenen Standort verlegt.

## Einwohner
Die Volkszählung 2002 (Eigennennung) ergab, dass 3.132 Menschen in der Kleinstadt leben. Davon waren:
|                      | Anzahl | Prozent |
| Gesamt               | 3132   | 100     |
| Serben               | 3018   | 96,36   |
| Montenegriner        | 19     | 0,6     |
| Kroaten              | 12     | 0,38    |
| Jugoslawen           | 12     | 0,38    |
| Moslems              | 8      | 0,25    |
| Mazedonier           | 6      | 0,19    |
| Rumänen              | 24     | 0,75    |
| Ukrainer             | 2      | 0,06    |
| Slowenen             | 2      | 0,06    |
| Russen               | 2      | 0,06    |
| Magyaren (Ungarn)    | 2      | 0,06    |
| Roma (sog. Zigeuner) | 1      | 0,03    |
| Albaner              | 1      | 0,03    |
| Unbekannt            | 3      | 0,09    |

Frühere Volkszählungen:
- 1948: 2.274
- 1953: 2.629
- 1961: 2.669
- 1971: 2.595
- 1981: 2.996
- 1991: 3.338

## Töchter und Söhne des Orts

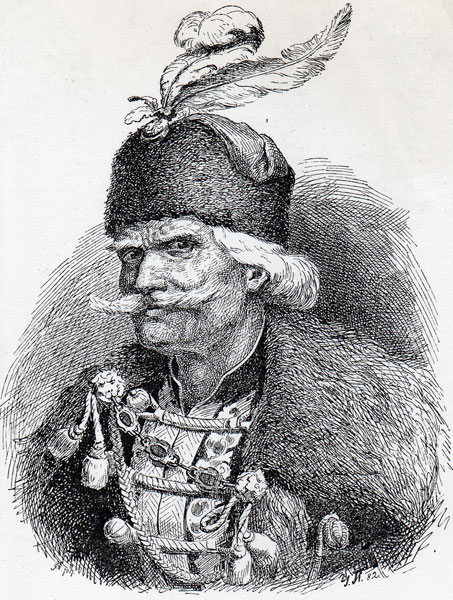
Starina Novak, Hajduk oder Brigant?

- Starina Novak (ca. 1530–1601), Rebell